# Mike Sparken
Michel Poberejsky (psevdonim Mike Sparken), francoski dirkač Formule 1, * 16. junij 1930, Neuilly sur Seine, Francija, † 21. september 2012, Beaulieu-sur-Mer, Francija.
Sparken je v svoji karieri Svetovnega prvenstva Formule 1 nastopil le na dirki za Veliko nagrado Velike Britanije v sezoni 1955, ko je z dirkalnikom Gordini Type 16 tovarniškega moštva Equipe Gordini zasedel sedmo mesto z devetimi krogi zaostanka za zmagovalcem.

## Popoln pregled rezultatov
(legenda) (odebeljene dirke pomenijo najboljši štartni položaj, poševne pa najhitrejši krog, †-uvrščen kljub odstopu)
| Leto | Moštvo         | Šasija          | Motor              | 1   | 2   | 3   | 4   | 5   | 6    | 7   | Prv | Toč |
| ---- | -------------- | --------------- | ------------------ | --- | --- | --- | --- | --- | ---- | --- | --- | --- |
| 1955 | Equipe Gordini | Gordini Type 16 | Gordini Straight-6 | ARG | MON | 500 | BEL | NIZ | VB 7 | ITA | -   | 0   |